# 西カサイ州
西カサイ州（Kasai-Occidental または West Kasai）は、コンゴ民主共和国にかつて存在した州の1つである。州都はカナンガ。

## 歴史
旧en:Kasai region。
西側はバンドゥンドゥ州と、北側は赤道州と、東側は東カサイ州と、南東側はカタンガ州と隣り合っていた。また、州の南側はアンゴラとの国境となっていた。
この州は、2005年憲法を受けて、2009年2月18日にカサイ州とルルア州の2州へ分割された。
2007年8月から9月にかけて、州内でエボラ出血熱の感染が拡大、100人を超える死者が発生。同年11月に終息宣言がだされたものの、2008年末に再発生。12人が死亡している。

## 主要都市
- カナンガ
- ツィカパ
- イレボ

## 2009年以降
- カサイ州
- ルルア州